# Новицкий, Валериан Васильевич
Валериа́н Васи́льевич Нови́цкий (1897, деревня Грабово, Минская губерния — 1930, близ села Тимковичи, Копыльский район, Белоруссия) — священник Русской православной церкви.
Причислен к лику святых Русской православной церкви в 2000 году.

## Биография
Родился в семье сельского священника. Брат — архиепископ Вениамин (Новицкий) (1900—1976). Жена — Доминика Игнатьевна. Дочери — Нина и Ирина, сын — Евгений.
Окончил духовное училище. Учился в Минской духовной семинарии (не закончил из-за её закрытия), в 1921—1923 годах — на юридическом факультете Белорусского университета.
С 1923 года — настоятель Свято-Троицкой церкви села Телядовичи Копыльского района, сменил на этой должности своего скончавшегося отца. По воспоминаниям жены, он объяснил свой выбор словами: «Надо спасать веру». Активно выступал против атеистической пропаганды, заявил, что не будет отпевать крестьян, посещающих атеистические кружки, участники которых разыгрывали антицерковные спектакли. Был прекрасным проповедником, вернул к вере в Бога немало односельчан.
14 января 1930 года был арестован и отправлен в тюрьму города Слуцка, обвинён в антиколхозной пропаганде. В тюрьме ему предложили отречься от сана, написав соответствующую заметку в газету. Взамен предлагалась жизнь и помощь в трудоустройстве. Из тюрьмы передал жене записку: «Диночка! Мне для сохранения жизни предложили отречься от Бога и священного сана. Я отказался. Как ты справишься с детишками?». В ответ жена написала ему: «Валечка! Не отрекайся ни от Бога, ни от священнического сана. Мне поможет Господь». Священник был приговорён к расстрелу «тройкой» при полномочном представительстве ОГПУ по Белорусскому военному округу 23 февраля 1930 года.
Через несколько дней отца Валериана, ещё одного священника и мирянина под усиленной охраной вывели в Тимковический лес. Перед смертью приговорённые вырыли себе могилы, после чего заключённым было вновь предложено отречься от Бога. После отказа они были расстреляны. Один из участников расстрела рассказал об этом перед смертью в 1970-е годы.
Семья священника была выселена из села в 24 часа, у неё отобрали почти всё имущество.

## Канонизация
Священномученик Валериан Новицкий прославлен Архиерейским собором Русской православной церкви в августе 2000 года.